# Aeroportul Cape May
Aeroportul Cape May (IATA: WWD, ICAO: KWWD, FAA LID: WWD) este un aeroport din Lower Township⁠(d), Comitatul Cape May, New Jersey, New Jersey, Statele Unite ale Americii ce deservește zona Wildwood⁠(d). Aeroportul a fost tranzitat în 2019 de 26 de pasageri.
Situat la o altitudine de 6 m, aeroportul dispune de 2 piste.

## Infrastructură

### Piste
Aeroportul dispune de 2 piste. Pista 01/19 are suprafața de asfalt și dimensiunile 5.003 picioare × 150 picioare. Pista 10/28 are suprafața de asfalt și dimensiunile 4.998 picioare × 150 picioare. 